# 宮坂宥勝
宮坂 宥勝（みやさか ゆうしょう、1921年5月20日 - 2011年1月11日）は、日本の仏教学者・インド哲学研究者。名古屋大学名誉教授。真言宗智山派管長、総本山智積院化主。

## 経歴
出生から修学期
1921年、長野県岡谷市で生まれた。長野県立諏訪中学校（現長野県諏訪清陵高等学校）、旧制智山専門学校（現・大正大学）を経て、東北大学法文学部印度科に進学。1948年に卒業し、同大学大学院に進んだ。1954年、博士課程を中退。
仏教学者として
1954年、高野山大学助教授に就いた。1957年、学位論文『インド仏教の認識論：とくにPramanavarttikaを中心として』を東北大学に提出して文学博士の学位を取得。1965年、高野山大学教授に昇格。1967年、高野山大学を退職して真言宗智山派照光寺住職（～1995年）となった。1977年、名古屋大学教授に就任。1984年、同大学を定年退職し、翌1985年に名古屋大学名誉教授となった。
その後は1987年より智山伝法院院長。1999年、真言宗智山派管長・総本山智積院化主。2001年、種智院大学学術顧問。2005年、後七日御修法大阿、真言宗長者となった。
2011年1月11日、肺炎のため長野県岡谷市の病院で遷化。89歳没。

## 受賞・栄典
- 1958年：第1回日本印度学仏教学会賞を受賞。
- 1976年：密教学芸賞を受賞。
- 1996年：勲四等瑞宝章を受章[4]。
- 1996年：仏教伝道文化賞を受賞[4]。

## 研究内容・業績
専門は真言密教・インド哲学。渡辺照宏を師とし、初期はダルマキールティ、ニヤーヤ学派などインド論理学の研究を行い、東トルキスタン出土の梵本断片、百万頭陀羅尼を解読した。密教学・空海関連を主として多数の編著・著書がある。特に『弘法大師空海全集』（全8巻、筑摩書房）では監修者を務めた。総本山智積院化主（真言宗智山派管長兼任）を務めた後は、郷里に戻り照光寺の長老となる。

## 家族・親族
- 息子：宮坂宥洪は仏教学者。

## 著作
- 『真言のおしえ』高野山出版社 1961
- 『密教の真理』(真言のおしえ 3) 高野山出版社 1964
- 『真理の花たば 法句経』筑摩書房 1965
  - 新装版 筑摩書房(現代人の仏教 2) 1980
  - 改訂 筑摩書房(仏教選書) 1986
  - 『暮らしのなかの仏教箴言集』ちくま学芸文庫 1997
- 『続 お大師さまのことば』(真言のおしえ 4) 高野山出版社 1965
- 『人間の種々相：秘蔵宝鑰『空海』』(日本の仏教 4) 筑摩書房 1967
  - 改題『密教世界の構造：空海『秘蔵宝鑰』』筑摩書房(筑摩叢書) 1982
  - ちくま学芸文庫 1994
- 『宗教的生命の思慕 宮坂宥勝集』教育新潮社(昭和仏教全集) 1967
- 『お経のはなし 経典ダイジェスト』高野山出版社 1967
- 『財と労働の価値：仏教の経済観』佼成出版社(人生と仏教 7) 1969
- 『仏教の起源』山喜房仏書林 1970
- 『釈尊：その行動と思想』(東洋人の行動と思想 1) 評論社 1975
- 『密教への誘い』人文書院 1979
- 『密教思想の真理』人文書院 1979
- 『日本仏教のあゆみ』大法輪閣 1979、改訂新版 2010
- 『インド仏跡の旅』人文書院 1980
- 『ラテン・アメリカの旅』人文書院 1980[6]
- 『インド古典論』（上下） 筑摩書房 1983-1984
- 『密教思想論』筑摩書房 1984
- 『空海 生涯と思想』筑摩書房 1984
  - ちくま学芸文庫 2003
- 『密教経典』筑摩書房(仏教経典選) 1986
  - 講談社学術文庫 2011
- 『仏教語入門』筑摩書房 1987
  - 改題『暮らしのなかの仏教語小辞典』ちくま学芸文庫 1995
- 『密教の学び方』法蔵館 1992
- 『悠々と生きる 「空海」・「密教」が教える生命のマンダラの生かし方』大和出版(仏教の心) 1992
- 『空海曼荼羅』法蔵館 1992
- 『インド学密教学論考』法蔵館 1995
- 『空海・死の喜び：密教への入り方 死からの逃避が人生を空しくさせる』大和出版 1995
- 『生き方としての仏教』法蔵館 1997
- 『いのちの教え 空海密教を生きる』中外日報社 1997
- 『「講説」理趣経、『理趣釈』併録』四季社 2005
- 『「論説」大日経』四季社 2006
- 『空海密教の宇宙 その哲学を読み解く』大法輪閣 2008
- 『今日を生きるブッダのことば 『スッタニパータ』篇』春秋社 2008

著作集
- 『宮坂宥勝著作集』全6巻、法蔵館 1998

1. 『仏教の起源』
2. 『釈尊の生涯と思想』
3. 『仏教と社会・経済』
4. 『密教の思想』
5. 『空海密教』
6. 『密教の種々相』

共編著
- 『高野山史』佐藤任共著 高野山文化研究会 1962
- 『沙門空海』渡辺照宏共著 筑摩叢書 1967
  - ちくま学芸文庫 1993、竹内信夫解説
- 『仏教の思想 第9巻 生命の海<空海>』梅原猛共著 角川書店 1968
  - 改訂 角川文庫 1996、のち角川ソフィア文庫
- 『天台 真言 日本の仏教』壬生台舜共著 春秋社 1971
- 『日本仏教基礎講座 第3巻 真言宗』雄山閣出版 1980
- 『空海 思想読本』法蔵館 1982
- 『仏教 流伝と変容』前田恵学共編 大阪書籍(朝日カルチャーブックス) 1986
- 『佛典講座16 理趣経』福田亮成共著、大蔵出版 1990、新装版 2003
- 『密教大系』(全12巻) 共同編集、法蔵館 1994
- 『不動信仰事典：神仏信仰事典シリーズ』戎光祥出版 2006

訳書
- 『ニャーヤ・バーシュヤの論理学：印度古典論理学』ヴァーツャーヤナ（英語版）著、山喜房仏書林 1956
- 『国訳一切経 和漢撰述 42 論疏部 第22』渡辺照宏共訳 大東出版社 1960
- 『仮名法語集』(日本古典文学大系 83) 校注 岩波書店 1964
- 『三教指帰・性霊集』(日本古典文学大系 71) 渡辺照宏共注 岩波書店 1965
- 『最澄・空海集』(日本の思想 1) 渡辺照宏解説、筑摩書房 1969

担当「秘蔵宝鑰」
- 新装版 『日本の仏教思想　最澄・空海』 筑摩書房 1986

- 『華厳経十地品』(世界の大思想 第Ⅱ期 第2巻) 河出書房新社 1969
- 『興教大師撰述集』山喜房仏書林 1977
- 『タントラ仏教入門』S.B.ダスグプタ（英語版）著、桑村正純共訳、人文書院 1981
- 『インダス文明の謎』アーネスト・マッケイ（英語版）著、佐藤任共訳、山喜房仏書林 1984
- 『大日経』東京美術 1992
- 『秘蔵宝鑰』空海著、訳者代表、四季社（傍訳弘法大師空海）2000
- 『性霊集』空海著、訳者代表、四季社（傍訳弘法大師空海）2001
- 『秘密曼荼羅十住心論』(全5巻) 空海著、訳者代表、四季社（傍訳弘法大師空海）2001-2002
- 『即身成仏義・声字実相義』空海著、訳者代表、四季社（傍訳弘法大師空海）2002
- 『般若心経秘鍵・吽字義』空海著、訳者代表、四季社（傍訳弘法大師空海）2002
- 『ブッダの教え：スッタニパータ』法藏館 2002
- 『大日経疏（抄）』(真言宗読経偈文全書 4) 四季社 2003
- 『三教指帰』空海著、訳者代表、四季社（傍訳弘法大師空海）2003

論文
- CiNii>宮坂宥勝
- INBUDS>宮坂宥勝

記念論集
- 『インド学密教学研究－宮坂宥勝博士古稀記念論文集』同刊行会編、法蔵館 1993[7]

## 参考
- 宝月圭吾編 『長野県風土記』 旺文社、1986年